# Euxoa infelix
Euxoa infelix là một loài bướm đêm trong họ Noctuidae.